# Sessilia

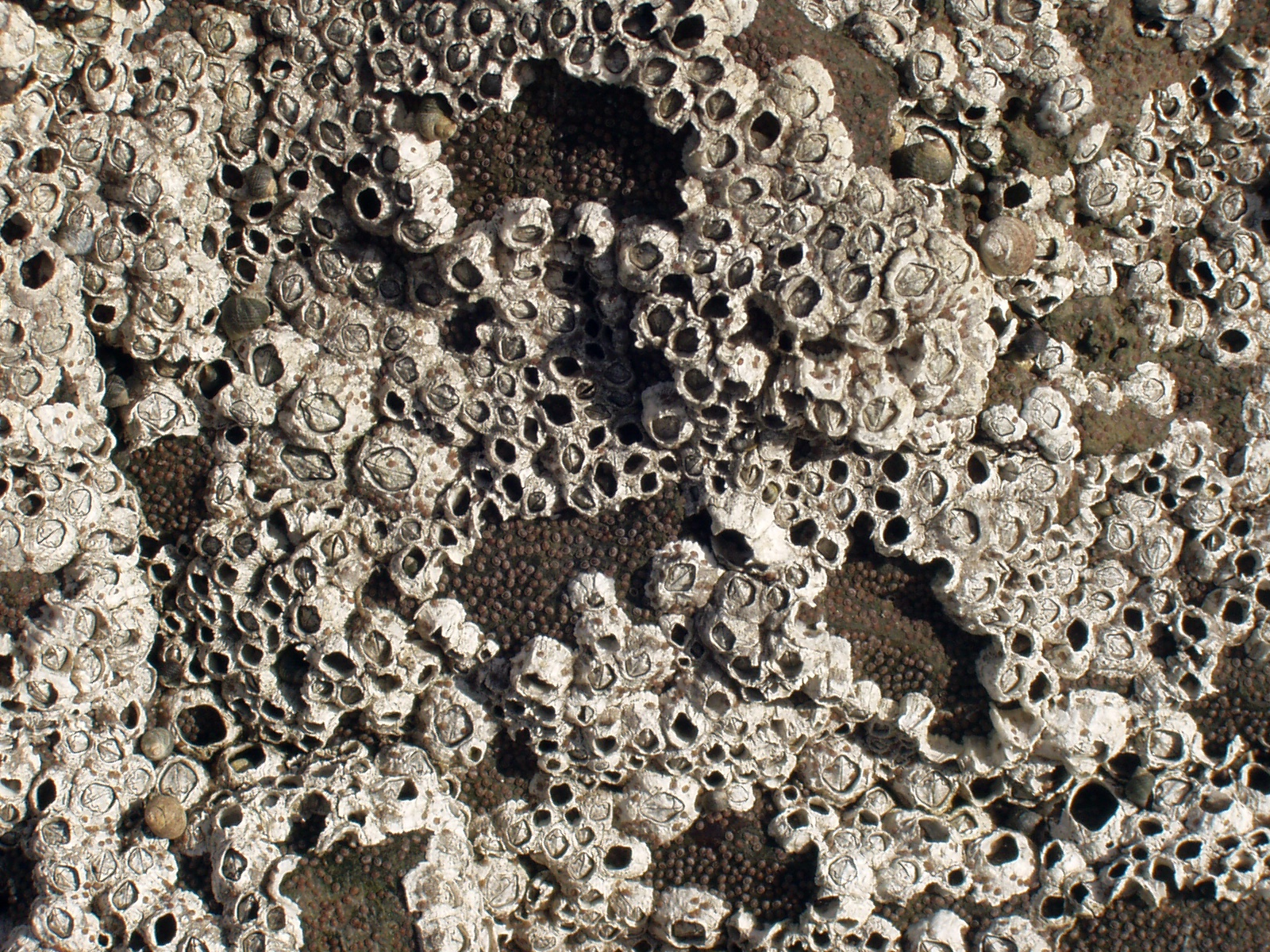
Colónia de Semibalanus balanoides.

Sessilia é uma ordem de crustáceos sésseis, em geral conhecidos pelo nome comum de cracas, que agrupa maioria dos taxa não pedunculados da superordem Thoracica. A ordem forma um agrupamento monofilético que provavelmente evoluiu a partir de um ancestral pedunculado (Pedunculata).

## Taxonomia
A ordem Sessilia está dividida em três subordens: (1) Brachylepadomorpha, com uma única família, os Neobrachylepadidae; (2) Verrucomorpha com duas famílias, os Verrucidae e os Neoverrucidae; e (3) Balanomorpha, com as restantes 12 famílias. Utilizando a classificação atrás exposta, são as seguintes subordens e famílias:
Subordem Brachylepadomorpha Withers, 1923
- Neobrachylepadidae Newman y Yamaguchi, 1995

Subordem Verrucomorpha Pilsbry, 1916
- Neoverrucidae Newman, 1989
- Verrucidae Darwin, 1854

Subordem Balanomorpha Pilsbry, 1916
- Superfamília Chionelasmatoidea Buckeridge, 1983
  - Chionelasmatidae Buckeridge, 1983
- Superfamília Pachylasmatoidea Utinomi, 1968
  - Pachylasmatidae Utinomi, 1968
- Superfamília Chthamaloidea Darwin, 1854
  - Catophragmidae Utinomi, 1968
  - Chthamalidae Darwin, 1854
- Superfamília Coronuloidea Leach, 1817
  - Chelonibiidae Pilsbry, 1916
  - Coronulidae Leach, 1817
  - Platylepadidae Newman & Ross, 1976
- Superfamília Tetraclitoidea Gruvel, 1903
  - Bathylasmatidae Newman & Ross, 1971
  - Tetraclitidae Gruvel, 1903
- Superfamília Balanoidea Leach, 1817
  - Archaeobalanidae Newman & Ross, 1976
  - Balanidae Leach, 1817
  - Pyrgomatidae Gray, 1825